# Eupithecia melanotica
Eupithecia melanotica är en fjärilsart som beskrevs av Warnecke 1962. Eupithecia melanotica ingår i släktet Eupithecia och familjen mätare. Inga underarter finns listade i Catalogue of Life.